# Vojaški teoretik
Vojaški teoretik je oseba, ki razpravlja o vojaških zadevah na teoretični ravni. Najbolj znan je
Karl von Clausewitz (O vojni) in kitajski mislec Sun Tzu (Umetnost vojskovanja).